# Microjaera anisopoda
Microjaera anisopoda är en kräftdjursart som beskrevs av Bocquet och Levi 1955. Microjaera anisopoda ingår i släktet Microjaera och familjen Janiridae. Inga underarter finns listade i Catalogue of Life.